# Euscalpellum stratum
Euscalpellum stratum är en kräftdjursart som först beskrevs av Aurivillius 1892.  Euscalpellum stratum ingår i släktet Euscalpellum och familjen Calanticidae. Inga underarter finns listade i Catalogue of Life.